# Game Theory (gruppo musicale)
I Game Theory sono stati un gruppo power pop statunitense attivo tra il 1982 ed il 1990, guidato dal cantautore californiano Scott Miller che aveva alle spalle già pubblicato un album con gli Alternate Learning. Il loro stile univa melodie jangle pop ad una forte dose sperimentale e con liriche letterate. Generalmente associati al movimento Paisley Underground rimasero di stanza nella California settentrionale stabilendosi nell'area di San Francisco. 
Il loro apice artistico viene considerato l'album Lolita Nation del 1987.
Dopo lo scioglimento del 1990 Miller ha proseguito la carriera artista fondando i The Loud Family.
Si sono riuniti nel 2013 per un concerto commemorativo.

## Discografia

### Album in studio
- 1982 - Blaze of Glory
- 1985 - Real Nighttime
- 1986 - The Big Shot Chronicles
- 1987 - Lolita Nation
- 1988 - Two Steps from the Middle Ages

### EP
- 1983 - Pointed Accounts of People You Know
- 1984 - Distortion

### Compilation
- 1984 - Dead Center
- 1989 - Tinker to Evers to Chance
- 1993 - Distortion of Glory

## Video musicali
- 1985 - I've Tried Subtlety
- 1986 - Erica's Word
- 1987 - The Real Sheila